# 十一字殺人
《十一字殺人》是日本作家東野圭吾的長篇推理小說。是以第一人稱敘事的書籍，記述我的男朋友被人殺害，我企圖還原真相的故事。小說原本打算以（來自於無人島的滿滿殺意）一共11個字為名，但編輯提議以這個標題的字數，重新設計了現在的書名。
光文社於1987年發行了KAPPA NOVELS，1990年發行了文庫版，在2009年光文社重新設計了封面再次發行。2011年6月10日富士電視台播放了小說改編的電視劇。

## 出版書籍
| 出版社         | 出版日期      | 格式   | 頁數  | ISBN                   | 譯者   |
| -------------- | ------------- | ------ | ----- | ---------------------- | ------ |
| 光文社         | 1987年12月    | 新書判 | 220頁 | ISBN 978-4-33-402737-7 | 不適用 |
| 光文社         | 1990年12月    | 文庫本 | 332頁 | ISBN 978-4-33-471254-9 | 不適用 |
| RH Korea       | 2007年7月30日 | 平裝書 | 304頁 | ISBN 978-892-551123-8  |        |
| 皇冠文化出版   | 2008年6月16日 | 平裝書 | 292頁 | ISBN 978-957-332-428-7 | 羊恩媺 |
| 上海譯文出版社 | 2010年2月1日  | 平裝書 | 184頁 | ISBN 978-753-274952-2  | 葉娉   |
| 上海譯文出版社 | 2012年3月     | 平裝書 | 233頁 | ISBN 978-753-275693-3  | 葉娉   |
| 上海譯文出版社 | 2014年9月     | 平裝書 | 233頁 | ISBN 978-753-276788-5  | 葉娉   |

## 故事簡介
戀人被殺害的女性推理小說作家，在其責任編輯兼朋友萩尾冬子的幫助之下，開始揭開事件的真相。可是調查卻一直沒有進展。另一方面，似乎以她的調查行動為契機，第二、第三宗殺人事件陸續發生了。

## 登場人物
我（watashi）
女主人公，推理作家。本書以她的第一人稱視點來敘述。
在戀人川津死後，和朋友冬子一起調查案件背後隱藏的真相。
川津雅之（Kawatsu Masayuki）
「我」的戀人，自由作家。
曾參與搭遊艇到Y島的旅行，途中遊艇沉沒而流落無人島。被殺後拋屍於東京灣。
萩尾冬子（Hagio Fuyuko）
「我」的朋友兼責任編輯。介紹「我」和川津認識。
川津死後和「我」一同調查案件的真相。
山森卓也（Yamamori Takuya）
山森運動廣場的社長。
舊姓「石倉」，入贅山森家後並繼承了社長的職位。
曾參與搭遊艇到Y島的旅行，途中遊艇沉沒而流落無人島。
山森正枝（Yamamori Masae）
山森卓也的妻子，山森運動廣場上代社長的女兒。
曾參與搭遊艇到Y島的旅行，途中遊艇沉沒而流落無人島。
山森由美（Yamamori Yumi）
卓也和正枝的女兒，天生視力不好，需要人攙扶行走。
曾參與搭遊艇到Y島的旅行，途中遊艇沉沒而流落無人島。
村山則子（Murayama Noriko）
卓也的秘書。正枝的侄女。
曾參與搭遊艇到Y島的旅行，途中遊艇沉沒而流落無人島。
金井三郎（Kanai Saburou）
山森運動廣場的工作人員。
曾參與搭遊艇到Y島的旅行，途中遊艇沉沒而流落無人島。
坂上豐（Sakagami Yutaka）
舞台劇演員。山森運動廣場的會員。
曾參與搭遊艇到Y島的旅行，途中遊艇沉沒而流落無人島。
竹本幸裕（Takemoto Yukihiro）
自由業者。
曾參與搭遊艇到Y島的旅行，途中遊艇沉沒而落海，撞擊到岩石而罹難。
石倉佑介（Ishikura Yuusuke）
山森運動廣場的健身教練。卓也的弟弟。
曾參與搭遊艇到Y島的旅行，途中遊艇沉沒而流落無人島。
新里美由紀（Niizato Miyuki）
女攝影師。出現在川津雅之的葬禮上，並和「我」聯繫說想要查看雅之留下的資料。之後被殺死在自家中。
曾參與搭遊艇到Y島的旅行，途中遊艇沉沒而流落無人島。
春村志津子（Harumura Shizuko）
山森運動廣場負責導覽的女事務員。金井的戀人。
竹本正彦（Takemoto Masahiko）
竹本幸裕的弟弟。
川津幸代（Kawatsu Yukiyo）
川津雅之的妹妹。
田村（Tamura）
川津雅之的責任編輯。

## 電視劇
在2011年6月10日富士電視台的「週五Prestige」時段播放，標題為「東野圭吾三週連續SP」第一彈「十一字殺人」，由出演過電影《第八日的蟬》的永作博美主演，收視率16.0%。第二、三彈分別為「布魯特斯的心臟」、「迴廊亭殺人事件」。
在原作中並沒有明示女主角的名字，在電視劇裡則取名為「結城梨花子」。

### 主演
- 結城梨花子：永作博美
- 萩尾冬子：星野真里
- 金井三郎：原田龍二
- 川津雅之：長谷川朝晴
- 篠原功一：真島秀和
- 坂上豐：淺利陽介
- 山森由美：日向奈奈美
- 竹本幸裕：東根作壽英
- 石倉佑介：伊藤高史
- 新里美由紀：松尾玲子
- 山森正枝：赤間麻里子
- 川津幸代：杏小百合
- 鎌田刑事：矢柴俊博
- 田村：佐伯新
- 竹本正彦：野間口徹
- 喜多見刑事：遠山俊也
- 春村志津子：安達祐實
- 山森卓也：石黑賢

### 製作人員
- 脚本：黑岩勉
- 導演：林徹
- 協力：富士媒體控股、共同電視台、Miracle Spark、nac Image Technology
- 特技協助：釼持誠
- 替身演員：花田奈美
- 視障者生活指導：東京都盲人福祉協會
- 企劃統括：立松嗣章
- 製作：小池秀樹
- 制作著作：富士電視台

### 主題曲
- Angela Aki「櫻色」

| 香港 無綫劇集台 星期六15:00-17:00及21:00-23:00  | 香港 無綫劇集台 星期六15:00-17:00及21:00-23:00  | 香港 無綫劇集台 星期六15:00-17:00及21:00-23:00  |
| ----------------------------------------------- | ----------------------------------------------- | ----------------------------------------------- |
|                                                 | 東野圭吾懸疑劇場：十一文字殺人 （2012.08.04）   |                                                 |
| 暴走法醫 （2012.06.23 - 2012.07.28）            | 東野圭吾懸疑劇場：布魯特斯的心臟 （2012.08.11） |                                                 |
| 香港 高清翡翠台 星期六午夜連續劇                |                                                 |                                                 |
| 東野圭吾懸疑劇場：布魯特斯的心臟 （2013.02.02） | 東野圭吾懸疑劇場：十一文字殺人 （2013.02.16）   | 遺留搜查2 （2013.02.23 - 2013.04.13）           |
| 香港 無綫電視翡翠台 星期一 凌晨劇集時段         |                                                 |                                                 |
| 東野圭吾懸疑劇場：布魯特斯的心臟 （2014.09.15） | 東野圭吾懸疑劇場：十一文字殺人 （2014.09.22）   | 東野圭吾懸疑劇場：迴廊亭殺人事件 （2014.09.29） |

## 網路劇
中国网络剧，投资2亿元，邀请金马奖得主导演、知名编剧加盟，一线明星出演。至今無下文。

## 外部連結
- http://www.kobunsha.com/shelf/book/isbn/9784334712549（页面存档备份，存于）（日語）
- （日語）
- 皇冠讀樂網：十一字殺人（页面存档备份，存于）（繁體中文）
- 卓越亞馬遜：十一字殺人 （页面存档备份，存于）（简体中文）
- 豆瓣讀書：十一字殺人（页面存档备份，存于）（简体中文）